# North Perth
Pour les articles homonymes, voir Listowel et North Perth (Australie Occidentale).
La municipalité de North Perth en français : « Perth Nord », dans la province canadienne de l'Ontario, est née des fusions de Listowel, Elma et Wallace. Listowel est la plus populeuse des trois.

## Géographie
Situés à proximité des villes jumelles de Kitchener et Waterloo, les résidents de North Perth peuvent jouir d'un milieu rural avec les facilités de l'une des plus grandes villes du Canada. Le comté de Perth est essentiellement basé sur l'agriculture. Listowel est situé sur la rivière Avon, au centre de la péninsule ontarienne.

## Démographie
| 2001   | 2006   | 2011   | 2016   |
| ------ | ------ | ------ | ------ |
| 12 055 | 12 254 | 12 631 | 13 130 |

## Centre-ville
La principale rue de la municipalité est Main street. Plusieurs banques, Tim Hortons, magasins de mode, bibliothèque de North Perth, tour d'eau, bar, cinéma, Mc Donald, etc.

## Architecture
Pour une petite ville l'architecture de la ville est remarquable. La clock tower et la water tower sont les deux symboles de la ville. Le plus beau bâtiment est sans doute la bibliothèque municipale (Library).

## Culture
Près de St-Jacobs, Listowel possède une importante communauté mennonite. La communauté mennonite de la région est la plus importante du Canada avec celle de Steinbach au Manitoba. Comme Steinbach, Listowel est reconnue pour être la ville de l'automobile. C'est une ville très religieuse avec 13 églises.  De plus, le plus grand festival irlandais en amérique du Nord, appelé le Pattyfest. Entre 2002 et 2005, la ville de Listowel accueillait des groupes Katimavik qui travaillaient dans les écoles primaires, daycare et l'aréna de la ville, etc.  La ville a très bien accueilli les participants.

## Éducation
Écoles primaires et une école secondaire. Par la suite, il faut aller à Waterloo pour poursuivre ses études.

## Personnalités de la ville
- Horatio Walker, né à Listowel.